# マラード (小惑星)
マラード (6236 Mallard) は小惑星帯に位置する小惑星。
静岡県清水市（当時）の日本平観測ステーションで浦田武が発見した。
1938年7月3日に203km/hという蒸気機関車の世界最高速度記録を立てたLNER A4形蒸気機関車4468号機 マラードから命名された。名前の提案者はブライアン・マースデンである。